# Jeruto Kiptum
Pour les articles homonymes, voir Kiptum.
Jeruto Kiptum, née le 12 décembre 1981, est une athlète kényane spécialiste des courses de demi-fond (800 mètres, 1 500 mètres et 3 000 mètres steeple).

## Palmarès

### Championnats du monde d'athlétisme
- Championnats du monde d'athlétisme de 2005 à Helsinki ( Finlande)
  -  Médaille de bronze du 3 000 m steeple

### Jeux du Commonwealth
- Jeux du Commonwealth de 2006 à Melbourne ( Australie)
  - 6e sur 3 000 m steeple